# Gobierno constitucional de Luis Sánchez Cerro
El gobierno constitucional de Luis Miguel Sánchez Cerro en el Perú, llamado también el «gobierno de los dieciséis meses», se inició el 8 de diciembre de 1931 y culminó abruptamente el 30 de abril de 1933, cuando fue asesinado dicho mandatario por un militante aprista llamado Abelardo Mendoza Leyva.
Este breve periodo se vio marcado por la violencia política desatada tanto por el mismo gobierno urrista que adquirió tintes autoritarios, encarcelando y deportando a sus opositores políticos; como por el Partido Aprista, que desconoció los resultados electorales causando disturbios y alzamientos en todo el país, desembocando en la Revolución de Trujillo de 1932. También estalló una guerra con Colombia, originada cuando un grupo de patriotas peruanos recuperaron el puerto amazónico de Leticia, que había sido cedido a dicho país por el Tratado Salomón-Lozano de 1922.
En este periodo se promulgó la Constitución Política de 1933 y se hicieron diversas obras sociales, como la concesión a los obreros del descanso obligatorio y remunerado por el día del trabajo, la creación de comedores populares, etc. Para paliar la crisis económica se hicieron algunas reformas tributarias. Entre las obras públicas destaca la continuación de la pavimentación de la carretera central y de la irrigación de las pampas de La Joya en Arequipa y las del valle de Ica. En el campo de la defensa se adquirió moderno armamento y equipos para las Fuerzas Armadas, y se modernizó el servicio de sanidad.

## Antecedentes
En agosto de 1930, el entonces comandante Luis Sánchez Cerro encabezó en Arequipa un movimiento revolucionario que puso fin al gobierno de once años del señor Augusto B. Leguía. Luego se instaló en Lima, al frente de una Junta Militar que se dedicó a poner fin al leguiísmo y a superar la crisis que afrontaba el país. Pero quiso postular a las elecciones sin abandonar el poder, por lo que perdió el apoyo popular, viéndose obligado a renunciar en marzo de 1931. Tras la sucesión de unos gobiernos efímeros, subió al poder la Junta Nacional de Samanez Ocampo, que convocó a elecciones generales para presidente de la República y miembros del Congreso Constituyente. Estas elecciones, realizadas el 11 de octubre de 1931, fueron las primeras elecciones modernas de la historia republicana del Perú y en ellas triunfó Sánchez Cerro. Los derrotados fueron los apristas liderados por Víctor Raúl Haya de la Torre, que desconocieron los resultados electorales y pasaron a la oposición.

## Toma de mando

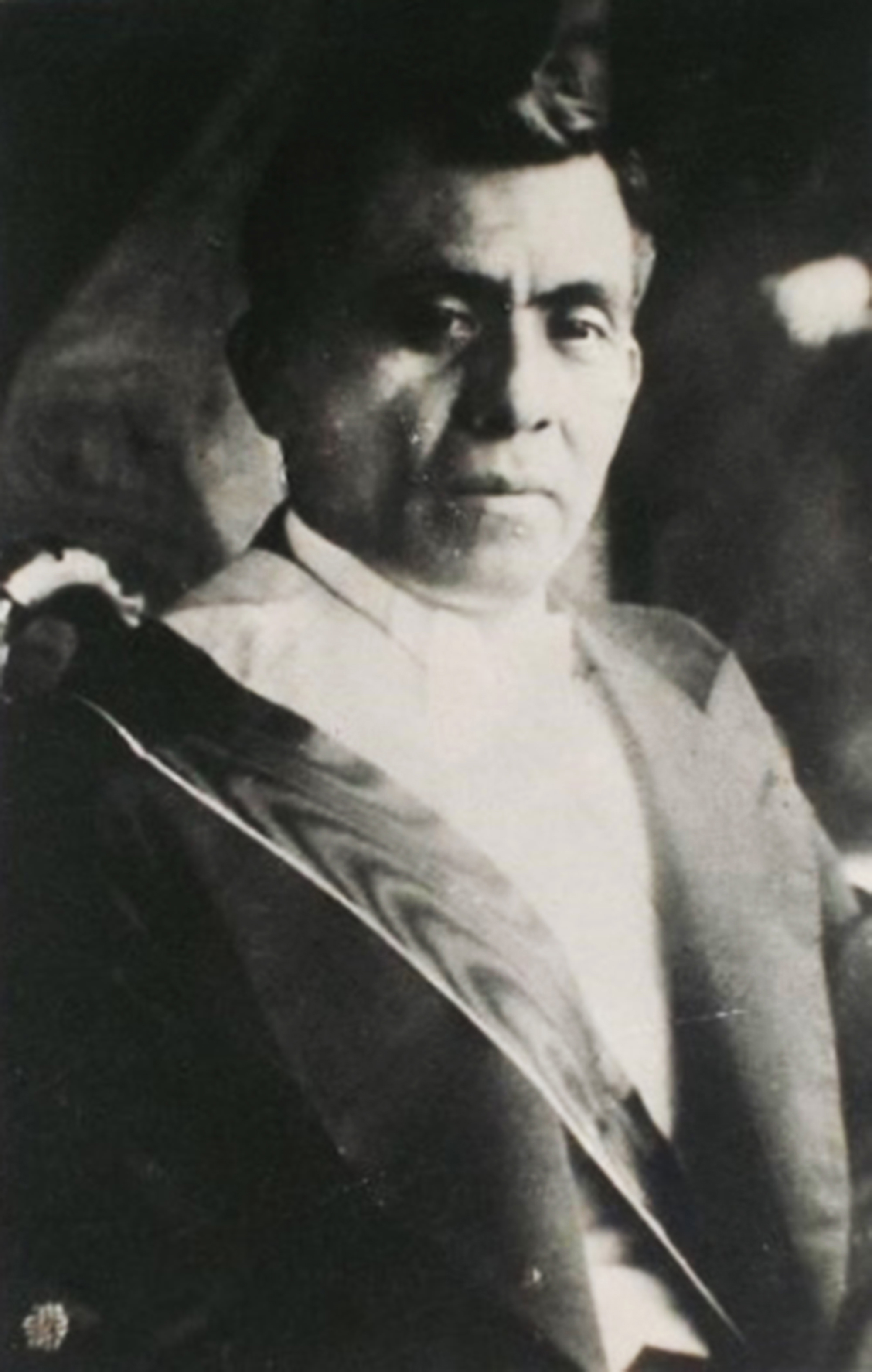
Luis Sánchez Cerro, presidente constitucional de la República, en vestido civil, foto de 1933.

El 8 de diciembre de 1931 se instaló el Congreso Constituyente, ante el cual Luis Sánchez Cerro juró como Presidente Constitucional de la República. Recibió la banda presidencial de manos del presidente del Congreso Luis Antonio Eguiguren e inició su discurso con estas palabras:

Señor Presidente del Congreso Constituyente: Dominado de la más honda emoción patriótica, recibo de vuestras manos, honradas y leales, la enseña del mando supremo.

Sánchez Cerro contaba con mayoría parlamentaria, con 67 representantes de su grupo político, la Unión Revolucionaria, que ha sido identificada con la derecha fascista. Frente a ellos se alzaba una disciplinada bancada aprista de 27 miembros, que se convirtió en tenaz opositora del gobierno.

## Gabinetes ministeriales
En apenas dieciséis meses de gobierno (del 8 de diciembre de 1931 al 30 de abril de 1933), el presidente Sánchez Cerro organizó seis gabinetes ministeriales.
El primer gabinete fue presidido por Germán Arenas y Loayza, que asumió la cartera de Fomento. Este gabinete lo integraban: Luis Miró Quesada de la Guerra (Relaciones Exteriores), José Manuel García Bedoya (Gobierno y Policía), Eufrasio Álvarez (Justicia, Instrucción, Culto y Beneficencia), José Cateriano (Hacienda), el coronel Manuel E. Rodríguez (Guerra) y Alfredo Benavides Diez Canseco (Marina y Aviación). Dos de ellos (Arenas y García), ya habían sido ministros en el segundo gobierno de José Pardo.. Todos ellos juraron el mismo día de la toma de mando, el 8 de diciembre de 1931, a excepción de Eufrasio Álvarez, que por hallarse en Arequipa, recién hizo su juramento el día 12. Este primer gabinete sanchecerrista duró menos de dos meses. 
El segundo gabinete lo presidió un congresista, Francisco Lanatta, que ocupó al mismo tiempo la cartera de Hacienda (29 de enero de 1932). Se mantuvieron los ministros Rodríguez (Guerra) y Benavides (Marina y Aviación). Los nuevos ministros fueron, además de Lanatta: Elías Lozada Benavente (Fomento), Luis A. Flores (Gobierno), Carlos Sayán Álvarez (Justicia e Instrucción) y Alberto Freundt Rosell (Relaciones Exteriores). Todos ellos estaban afiliados a la Unión Revolucionaria, menos Lozada que era social nacionalista. Cuatro de los cinco nuevos ministros (Lanatta, Lozada, Sayán y Flores) eran miembros del Congreso. El motivo de estos cambios al parecer fue para intensificar la lucha contra la oposición. En abril de 1932 este gabinete se vio obligado a renunciar, tras los serios cuestionamientos que se hicieron a su titular en el manejo de los fondos públicos.
El tercer gabinete lo presidió el ministro de Gobierno Luis A. Flores, que era además congresista y líder de la Unión Revolucionaria (13 de abril de 1932). En el despacho de Hacienda asumió el trujillano Ignacio A. Brandariz. Flores, que enfrentó la sublevación de los marineros del Callao, permaneció en el cargo solo un mes y unos días, pues debió renunciar al ser censurado por el Congreso. Con él, cesaron los ministros Sayán (Justicia) y Lozada (Fomento).

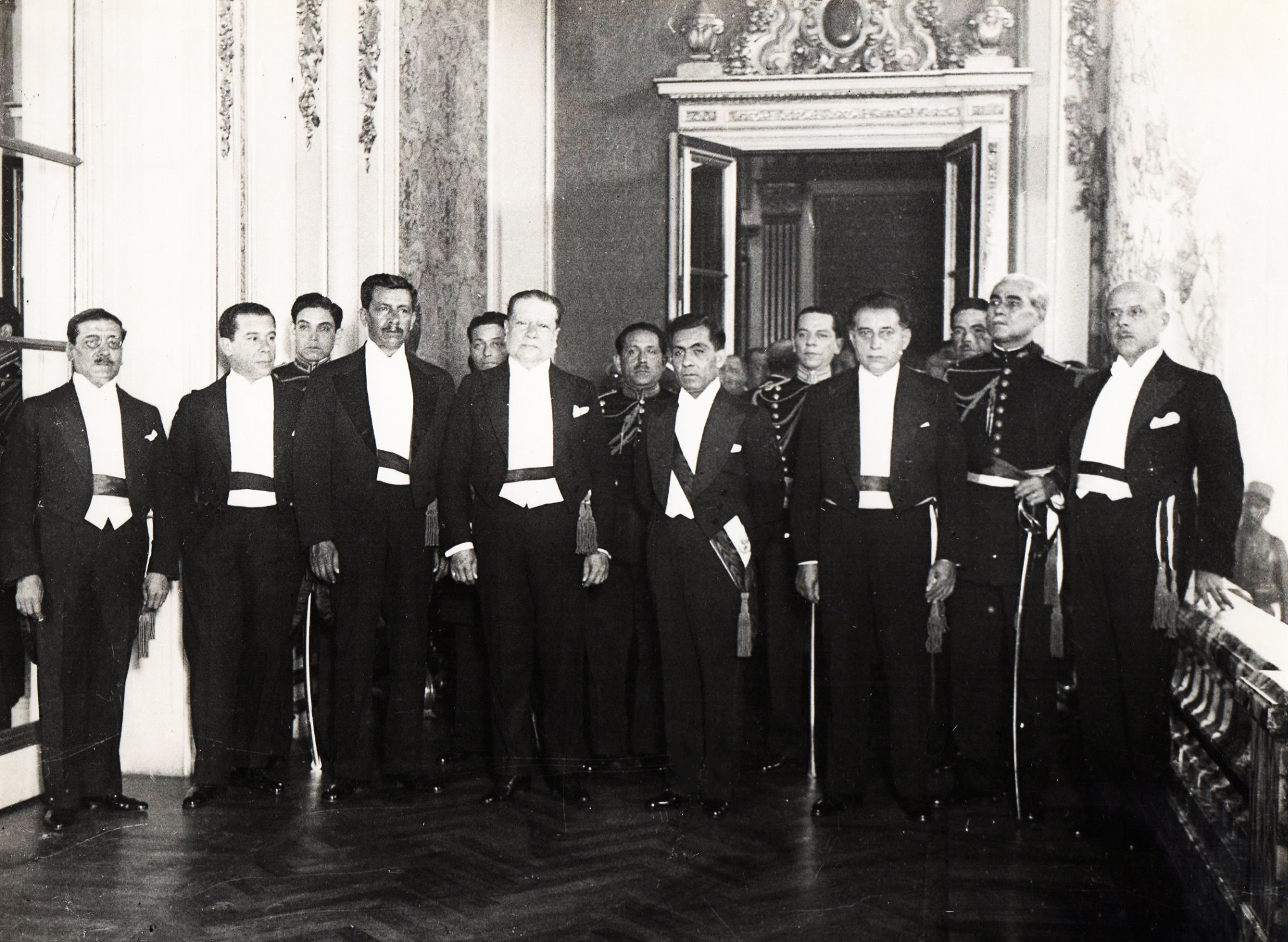
El gabinete Manzanilla. De izquierda a derecha: el coronel Manuel E. Rodríguez (Fomento), Ignacio A. Brandariz (Hacienda), Wenceslao Delgado (Justicia), José Matías Manzanilla (Relaciones Exteriores), Luis Miguel Sánchez Cerro (presidente de la República), Julio Chávez Cabello (Gobierno y Policía), el coronel Antonio Beingolea Balarezo (Guerra) y Alfredo Benavides Diez Canseco (Marina). Foto tomada en Palacio de Gobierno, el 24 de diciembre de 1932.

El cuarto gabinete fue presidido por el magistrado Ricardo Rivadeneira Barnuevo, que se encargó de la cartera de Justicia (21 de mayo de 1932). Los nuevos ministros, además de Rivadeneira, fueron: en la cartera de Gobierno, el prefecto de Lima Julio Chávez Cabello, y en la de Fomento, el ingeniero Ricardo Caso. Este gabinete obtuvo el voto de confianza del Congreso. Ocho días después, el titular de Guerra renunció y fue reemplazado por el coronel Antonio Beingolea Balarezo, que hasta entonces se desempeñaba como inspector del Ejército. En este periodo la crisis política se agravó, con la revolución aprista de Trujillo, que fue despiadadamente reprimida. El 7 de septiembre, el ministro Caso presentó su renuncia, debido a un incidente que tuvo en el Congreso por la interpretación de una ley sobre el derecho de los obreros a cobrar sus salarios por el día 1 de mayo, que en ese año coincidió en domingo. Rivadeneira se solidarizó con su ministro y renunció dos días después.
El quinto gabinete fue presidido por el vocal de la Corte Suprema, doctor Carlos Zavala Loayza, que asumió al mismo tiempo la Cancillería (10 de septiembre de 1932). En la cartera de Justicia asumió Alberto Ballón Landa. Retornó Manuel E. Rodríguez, pero esta vez ocupando el despacho de Fomento. Zavala, que le tocó enfrentar el conflicto con Colombia, renunció el 22 de diciembre del mismo año, aduciendo incompatibilidad de funciones.
El sexto y último gabinete fue presidido por José Matías Manzanilla (en Relaciones Exteriores), que juró el 24 de diciembre de 1932. En el despacho de Justicia se incorporó el doctor Wenceslao Delgado, que era también congresista, al igual que Manzanilla. Este gabinete funcionó hasta el asesinato del presidente el 30 de abril del año siguiente.

## El Congreso Constituyente
El Congreso Constituyente estaba presidido por Luis Antonio Eguiguren. Su vicepresidente era Clemente J. Revilla.
El gobierno contaba en el Congreso con 67 urristas (es decir de la UR o Unión Revolucionaria),  donde descollaban Luis A. Flores, Alfredo Herrera, Carlos Sayán Álvarez, José Matías Manzanilla y Gerardo Balbuena Carrillo. También se contaba Pablo Ernesto Sánchez Cerro, hermano del presidente. Todos ellos, sumados a otros aliados, daban al gobierno la mayoría parlamentaria.
Frente a los gobiernistas se alzaba una combativa minoría aprista de 27 representantes (la primera Célula Parlamentaria Aprista de la historia), quienes mostraron una inusitada beligerancia. Entre ellos se contaban Manuel Seoane Corrales, Luis Alberto Sánchez, Carlos Manuel Cox, Alcides Spelucin, Luis Heysen.
Otros grupos importantes eran: los independientes o descentralistas, entre los que destacaban Víctor Andrés Belaúnde y Manuel J. Bustamante de la Fuente; y los socialistas, con importantes figuras como Alberto Arca Parró, Hildebrando Castro Pozo y Luciano Castillo Colonna.
El Congreso pasó a discutir una nueva Constitución Política, que debía reemplazar a la carta magna de 1920, dada en la época del leguiísmo. En el ínterin, aprobó el ascenso de Sánchez Cerro al grado de general, que fue propuesto por el representante Parodi y que fue apoyado por José Matías Manzanilla, pese a que no se cumplían los requisitos técnicos y legales (agosto de 1932).

## La Ley de Emergencia

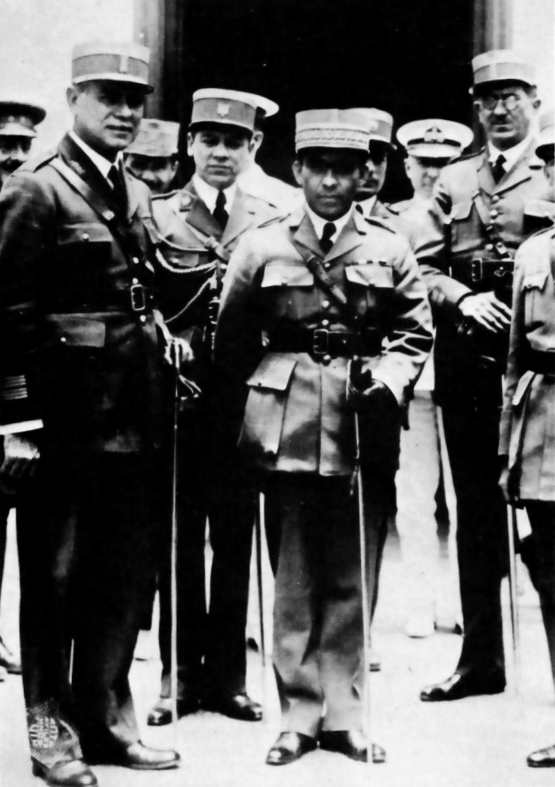
Luis M. Sánchez Cerro y sus ministros.

Los apristas, pese a no reconocer el gobierno legítimo de Sánchez Cerro, mantuvieron a sus representantes en el Congreso Constituyente, desde donde desataron la más extremada oposición. El APRA tenía su bastión en el departamento de La Libertad, en el norte peruano. Dos días antes de la toma de poder de Sánchez Cerro, se habían producido en Paiján (provincia de Trujillo) un enfrentamiento entre la policía y el pueblo, dejando como resultado diez muertos y numerosos heridos. En Lima se produjeron también enfrentamientos entre apristas y la policía. Asimismo, en distintos puntos del país estallaron brotes revolucionarios instigados por los apristas. La respuesta de las fuerzas del orden fue muchas veces extralimitada. El 24 de diciembre de 1931, un grupo de efectivos militares se presentó en el local del APRA en Trujillo, donde se realizaba una «chocolatada navideña», exigiendo su desalojo; a los pocos minutos abrieron fuego, causando heridos y muertos. En el Congreso, la célula aprista exigió la presencia del ministro de Gobierno y habló de intento de asesinato contra Haya de la Torre.
El gobierno de Sánchez Cerro propuso entonces al Congreso la aprobación de una llamada «Ley de Emergencia», por la cual, a fin de defender el orden público y la paz social, el Poder Ejecutivo debía ser autorizado para imponer sanciones de carácter judicial: multas, expatriación, confinamiento; para suspender el derecho de reunión; para clausurar centros o asociaciones, etc. Dicha ley fue aprobada por el Congreso tras una tumultuosa sesión realizada el 8 de enero de 1932.
En la práctica, el gobierno se convertía en una dictadura legalizada, con «autorización» para reprimir a los opositores, en especial a los apristas, aunque también a los comunistas (los militantes de la Unión Revolucionaria acuñaron el término de «aprocomunista» para confabular a ambos grupos políticos).
En aplicación de la Ley de Emergencia, entre el 17 y 20 de febrero de 1932, la fuerza pública aprehendió a veintitrés congresistas (veintidós apristas y el descentralista Víctor Colina). Acto seguido, los despachó al destierro. Los demás representantes del Congreso apoyaron calurosamente esta medida. Cabe resaltar que ni siquiera se tomaron las formalidades del caso, pues no hubo desafuero y sólo un año después se promulgaría la ley que declararía la vacancia de las veintitrés representaciones.
Fue debida a esta confrontación entre el gobierno y los apristas que el periodo de Sánchez Cerro estuvo lleno de incidencias políticas que derivaron en acciones sangrientas e hicieron vivir al país un período de profunda intranquilidad. Ello obstaculizó la acción eficaz tanto del gobierno como de los particulares, al impedir que el país se repusiera de la crisis económica que lo agobiaba.

## El «año de la barbarie» de 1932
Una serie de sucesos sangrientos ocurridos en el año 1932 dan una idea de la terrible crisis en la que se debatía por entonces el Perú. No sin razón el año de 1932 ha sido denominado como el «año de la barbarie».

### Atentado contra el presidente en Miraflores

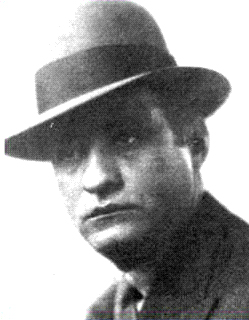
Luis A. Flores, presidente del Consejo de Ministros y ministro de Gobierno.

El 6 de marzo de 1932 el presidente fue víctima de un atentado contra su vida, cuando asistía a misa en la iglesia de Miraflores acompañado del Jefe de su Casa Militar, coronel Antonio Rodríguez Ramírez, quien también resultó herido en una pierna. El autor de este intento de magnicidio fue José Melgar Márquez, un joven militante aprista. Sánchez Cerro sufrió un disparo de bala que le perforó un pulmón, siendo conducido al Hospital Italiano, donde recibió los cuidados debidos, hasta su recuperación, que tardó un mes.
Fueron apresados como presuntos cómplices del atentado, Reinaldo Bolaños (escritor más conocido por su pseudónimo de Serafín Delmar); Juan Seoane (juez y hermano del líder aprista Manuel Seoane Corrales) acusado de proporcionar el arma a Melgar; Carlos Olcese, Carlos Kraff y Bernardo García Oquendo. Todos ellos fueron sometidos a corte marcial, la misma que condenó a Melgar y a Seoane a la pena de muerte y a Bolaños a 20 años de prisión. Los demás fueron declarados en libertad por no existir pruebas comprometedoras. Debido a la intervención de instituciones y personalidades, y previa autorización del Congreso Constituyente, el presidente conmutó la pena de muerte aplicada a Seoane y Melgar Márquez, por la de internamiento. Ambos serían indultados a principios de la década de 1940.

### Prisión de Haya de la Torre
En la madrugada del 6 de mayo de 1932 fue apresado Haya de la Torre, cuando se hallaba refugiado en una casa de Miraflores, en Lima. Fue recluido en la Penitenciaría de Lima. Se le sometió a juicio, acusado de incitar a una revolución armada para cambiar la forma de gobierno y someter al país a un Comité internacional en desmedro de su soberanía e independencia. Como su abogado ofició el doctor Ismael Bielich Flores, secundado después por los doctores Manuel J. Rospigliosi y Alfredo Elmore. Según sus seguidores, fue encerrado en una celda oscura, a la que apenas entraba la luz por dos pequeñas aberturas, en las peores condiciones de higiene. En varias ocasiones, Haya se declaró en huelga de hambre en protesta por los malos tratos. Se temió que su salud se resquebrajase. Muchos intelectuales y personalidades de talla mundial reclamaron por su integridad física.

### Rebelión de la marinería en el Callao

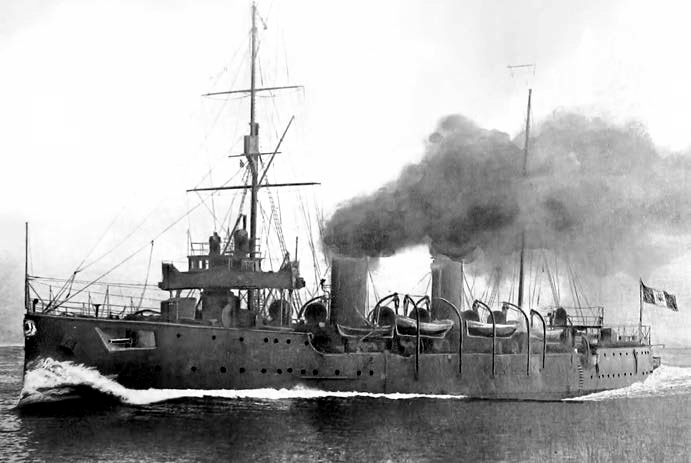
Crucero Grau, adquirido por la marina peruana en 1906, estuvo en servicio hasta los años 1950.

El 7 de mayo de 1932 se sublevaron los marineros de los cruceros Grau y Bolognesi, que se encontraban en la bahía del Callao, aunque los jefes y oficiales se mantuvieron leales al gobierno. Los sublevados intentaron capturar los submarinos R2 y R4, sin conseguirlo. Un marinero del Grau, apellidado Casapía, que no estaba de acuerdo con la rebelión, se lanzó al mar y nadó hasta la Capitanía, poniendo en conocimiento del suceso a las autoridades.
La reacción de las autoridades fue inmediata; se ordenó a los aeroplanos y al submarino R4 atacar a los sublevados si es que estos no se rendían. Los rebeldes, al verse acorralados tanto por las fuerzas de mar como de aire y de tierra, optaron entonces por rendirse, sin disparar un tiro.
Una corte marcial, reunida en la isla San Lorenzo, juzgó de manera extraordinaria a los sublevados, que no gozaron del derecho de elegir a sus defensores ni de apelar la sentencia. Ocho de los marineros, todos ellos de origen humilde (entre ellos un menor de edad), fueron condenados a la pena del fusilamiento. Con ello se pretendía dar un escarmiento y prevenir nuevas rebeliones de la tropa.
Al día siguiente se reunió el Consejo de Ministros, cuyo presidente y ministro de Gobierno Luis A. Flores fue de la opinión de que no debía aplicarse la pena máxima a los marineros, pero no fue tomado en cuenta, pues la corte marcial era autónoma. Se dispuso que fuera la Guardia Republicana la que ejecutara la sentencia el día 11 de mayo, pero al rumorearse de que los guardias se iban a negar a hacerlo en el momento dado, Flores se apersonó a la isla de San Lorenzo para que la sentencia fuera cumplida. Los ocho marineros fueron fusilados el 14 de mayo. Se dijo que cada uno cavó su propia tumba y que los cuatro primeros presenciaron el fusilamiento de los otros cuatro. Desde entonces, Flores se hizo fama de cruel.

### Receso de la Universidad de San Marcos
A raíz de esta sublevación del Callao y por decreto de 8 de mayo de 1932 fue clausurada la Universidad Mayor de San Marcos, pues se vinculó a los estudiantes y profesores con la supuesta propaganda comunista que alentara a los marineros a rebelarse. Sin embargo, está plenamente determinado que fueron apristas los que incitaron esta rebelión, cuyo detonante fue la detención de Haya de la Torre. Este receso duraría hasta 1935.
Poco después, el Congreso discutió un voto de censura contra Flores, la que prosperó debido a la gran cantidad de diputados gobiernistas que estuvieron ausentes. Flores renunció entonces y se formó un nuevo gabinete presidido por Ricardo Rivadeneira Barnuevo (20 de mayo de 1932).

### La revolución aprista de Trujillo

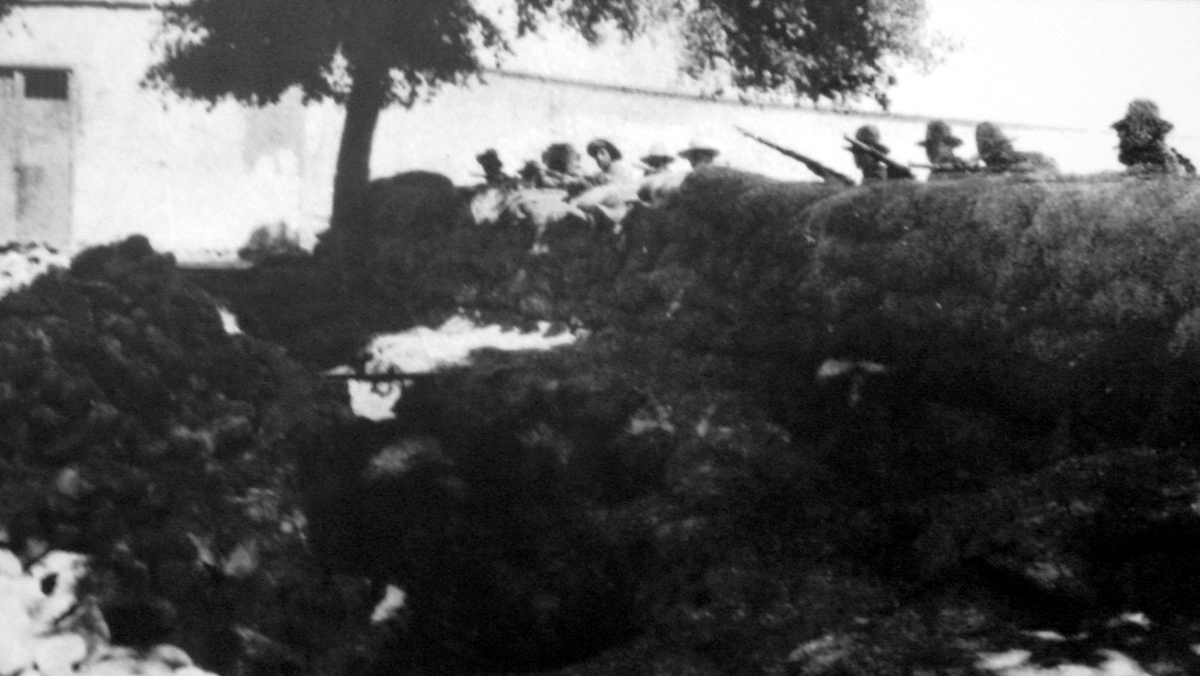
Tropas ocupan una trinchera en el barrio de "Mansiche", durante la revolución de 1932.

El 7 de julio de 1932, estalló una sublevación en Trujillo, fomentada por los apristas, a la que se ha denominado como la Revolución aprista de Trujillo. Los sublevados asaltaron el cuartel O’Donovan y tomaron como rehenes a varios oficiales del Ejército. En el asalto murió el célebre Manuel «Búfalo» Barreto, reconocido líder aprista. Agustín Haya de la Torre, hermano del líder aprista, asumió como prefecto del departamento. Por espacio de tres días, la ciudad de Trujillo y algunas zonas aledañas estuvieron bajo el control de los sublevados. El gobierno envió tropas desde Lima, Cajamarca, Chiclayo y Chilete, las que operaron bajo el comando del coronel Manuel Ruiz Bravo. Actuando coordinadamente las tropas de mar, tierra y aire, sitiaron la ciudad de Trujillo, bloqueando las vías de ingreso a ella. Previamente al asalto, la aviación realizó un bombardeo para limpiar los nidos de ametralladoras y otros focos rebeldes, operación que fue la primera acción de la aviación militar en el Perú. La ciudad fue tomada casa por casa. Al tenerse conocimiento del avance nuevas tropas gubernamentales, los principales líderes apristas encabezados por Agustín Haya de la Torre huyeron hacia la sierra, dejando la defensa de la ciudad en manos de los pobladores, fue en estas circunstancias que, indignados por la represión militar, un grupo de civiles asesinaron a todos los oficiales del ejército que se encontraban como rehenes en el cuartel O’Donovan. .Tras intensos combates, la rebelión fue sofocada. Según información oficial fueron fusilados 43 apristas, aunque se sabe que un número indeterminado fueron igualmente pasados por las armas, especialmente en el sitio arqueológico de Chan Chan (se mencionan cifras que van de mil a seis mil personas).

### Rebeliones en Huari y Huaraz
Como repercusión de lo sucedido en Trujillo, en Huari y en Huaraz (Departamento de Áncash) estallaron otras rebeliones que igualmente fueron reprimidas. El jefe de la sublevación de Huaraz fue el mayor Raúl López Mindreau, que fue juzgado sumariamente y condenado a muerte. Como estaba herido, fue trasladado en camilla hasta el lugar de su ejecución.

## La Constitución de 1933

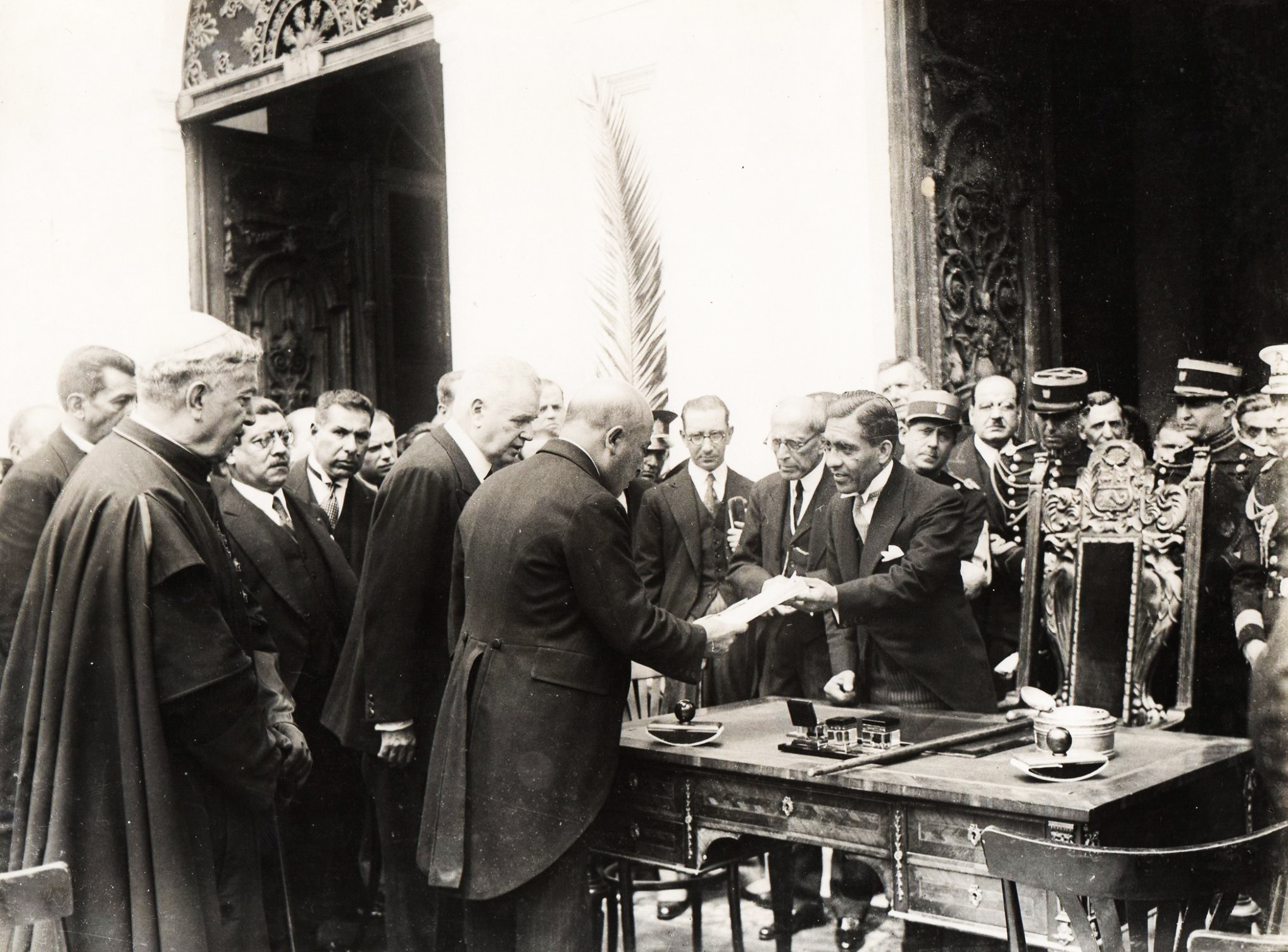
El presidente Luis Sánchez Cerro en la ceremonia de promulgación de la Constitución de 1933.

Redactada en base al ante-proyecto elaborado por la comisión de juristas que nombrara la Junta de Gobierno en agosto de 1931, bajo la presidencia de Manuel Vicente Villarán, la nueva Constitución fue promulgada luego de arduos debates, el 9 de abril de 1933. Esta Carta se podría calificar de moderada y de carácter mixto presidencial-parlamentario. Regiría  hasta 1980, aunque en 1968 sería suspendida por el Gobierno Revolucionario de la Fuerza Armada.
Entre los principales dispositivos de esta Constitución destacamos los siguientes:
- Se limitó el poder del Presidente de la República. El Congreso podía acusarlo y privarlo de su cargo; en contraste, el presidente no podía, bajo ningún motivo, disolver el parlamento.
- Estableció el período presidencial en seis años y prohibió la reelección inmediata. Esto último se impuso para evitar la mala experiencia del Oncenio de Leguía.
- Estableció un parlamento bicameral, integrado por una Cámara de diputados y un Senado, cuyos poderes fueron ampliados de manera ilimitada, recortándose las funciones y privilegios del Poder Ejecutivo. Tenían la facultad de derribar gabinetes, de privar de su cargo al presidente y de censurar a los ministros por separado o al Consejo de Ministros en pleno.
- Estableció el derecho de sufragio para todos los ciudadanos mayores de 21 años, aunque excluyendo a los analfabetos y a las mujeres (estas solo podían votar, en teoría, en las elecciones municipales). El voto era directo y secreto.
- Mantuvo el centralismo administrativo al establecer que el Estado es «uno e indivisible», aunque otorgó autonomía económica y administrativa a los municipios.
- Entre los derechos fundamentales reconocidos figuraban la libertad laboral, la prohibición de prisión por deudas, la libertad de conciencia y de creencia, el derecho de petición, la inviolabilidad del domicilio y de la correspondencia, las libertades de reunión y de prensa, y el derecho de no ser expatriado. Todos estos derechos, y otros más, daban lugar a la acción del habeas corpus.
- Se crearon instituciones novedosas como los Consejos Departamentales, la Cámara Alta de composición funcional, el Consejo de Economía Nacional, los cuales no llegaron a funcionar.
- Estableció la pena de muerte por delitos de traición a la patria y homicidio calificado.

## La guerra con Colombia

### Incidente de Leticia

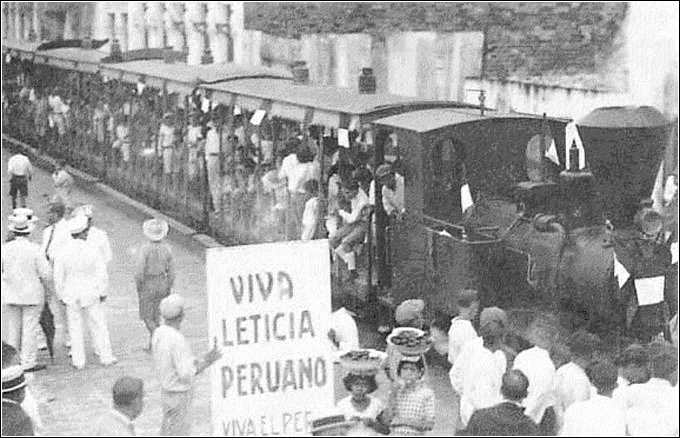
Manifestantes peruanos protestando por la cesión del puerto de Leticia a Colombia.

Agravando aún más la situación por la que atravesaba el país, ocurrió un serio incidente en la frontera con Colombia, que llevó al Perú al estado de guerra con aquella República.
El incidente ocurrió en el puerto fluvial de Leticia, ubicada en el llamado Trapecio Amazónico, territorio que el Perú había cedido a Colombia en 1929, en virtud del Tratado Salomón-Lozano firmado en 1922. Desde el primer momento, la población del departamento peruano de Loreto se había mostrada contraria a esta cesión y planeó la recuperación del territorio que consideraba genuinamente peruano. En efecto, en el Trapecio Amazónico existía una población de miles de peruanos, que contra su voluntad habían pasado intempestivamente a jurisdicción colombiana.
El incidente se inició el 1 de septiembre de 1932, cuando un grupo de civiles peruanos de Iquitos, con el apoyo de pobladores peruanos de Caballococha y de la Hacienda Victoria, depusieron sin violencia a las autoridades colombianas de Leticia y dominaron a la policía local; luego embarcaron a todo ese personal rumbo al Brasil, vía el río Amazonas. Simultáneamente, se constituyó la Junta Patriótica de Loreto, la que depuso al prefecto del departamento y exigió al gobierno el «desahucio» del Tratado Salomón-Lozano.
El suceso sorprendió tanto al gobierno del Perú como al de Colombia. Este último protestó por la ocupación, ante lo cual, Sánchez Cerro se ofreció a dar una solución, pues en un primer momento creyó que se trataba de una maniobra de sus adversarios políticos (los aprocomunistas), que buscaban así socavar su gobierno. Sin embargo, al comprobar que toda la nación peruana simpatizaba con los patriotas que habían recuperado el puerto de Leticia, Sánchez Cerro optó por amparar a estos, dándoles la aprobación de sus actos e informándoles de su propósito de invitar al gobierno colombiano para la revisión del tratado con un criterio «americanista y de justicia».
Sánchez Cerro pidió al gobierno de Colombia que contemplara realistamente la situación creada por el Tratado Salomón-Lozano en la región. Alegó el incumplimiento por parte de Colombia del Artículo 8.º de dicho tratado, por la acción sistemática y continuada de las autoridades colombianas de dificultar la navegación y el comercio, especialmente en los ríos Amazonas y Putumayo, lo que había afectado profundamente la vida económica de esa parte de la amazonía peruana.
Poco después del incidente, renunció en el Perú el gabinete Rivadeneira, siendo reemplazado por otro presidido por el doctor Carlos Zavala Loayza, que se encargó al mismo tiempo de la Cancillería (10 de septiembre de 1932).

### Estallido del conflicto

Frontera peruano-colombiana, según lo establecido por el Tratado de 1922. Escenario de la guerra de 1933.

Tanto Perú como Colombia hicieron aprestos bélicos y enviaron expediciones al lugar del conflicto, la región fronteriza del Putumayo, pese a lo difícil que era llegar a ese escenario, especialmente para Colombia, que no contaba con un acceso natural.
Colombia envió a una expedición al mando del general Alfredo Vásquez Cobo, que constaba de cerca de mil hombres en cinco barcos armados, dos cañoneras y una escuadrilla de aviones, con la misión de rescatar Leticia. Avanzó a la zona de conflicto remontando el río Amazonas desde su desembocadura en el Atlántico. Esto concedió a los colombianos la iniciativa en las operaciones, factor importante que vino a sumarse a su ventaja en número y poderío sobre las fuerzas peruanas.
Por su parte, las fuerzas peruanas ocuparon Tarapacá, situada en la margen derecha del Putumayo y al norte de Leticia, donde instalaron una pequeña guarnición. Este punto era muy importante pues era la llave de entrada a la zona del Putumayo. También establecieron guarniciones en Puerto Arturo, Güepí, Pantoja y otros puntos estratégicos.
En líneas generales, las tropas peruanas se hallaban en precarias condiciones. Tan así, que se usaba el primitivo sistema de tambores o manguaré para comunicarse entre puestos cercanos. Las enfermedades tropicales causarían incluso mucho más bajas que las producidas en combate.

### Desarrollo de la guerra

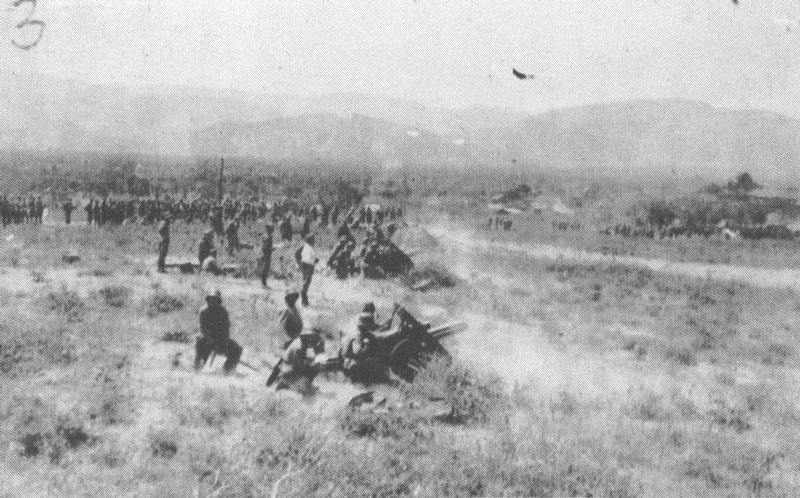
Artillería colombiana en la zona de conflicto.

Ocurrieron algunos choques armados, el primero de los cuales se libró el 29 de enero de 1933 en Puerto Meléndez, donde resultó muerto un sargento colombiano. Los colombianos no pudieron efectuar el ataque sobre Leticia, que fue convenientemente artillada por las fuerzas peruanas. El general colombiano Vásquez Cobos concentró su accionar sobre Tarapacá, a la que logró capturar el día 15 de febrero, luego de la retirada de las fuerzas peruanas, inferiores en número.
Tras el combate de Tarapacá, Colombia rompió sus relaciones diplomáticas con el Perú. En esos momentos, el embajador colombiano en el Perú era nada menos que Fabio Lozano Lozano, hijo del negociador del Tratado de 1922, lo que excitó aún más la crispada relación entre ambos países. El 18 de febrero de 1933 la legación de Colombia en Barranco fue atacada por turbas desbordadas. Lozano regresó a su país. A su vez, el ministro peruano en Bogotá, Enrique A. Carrillo (el célebre Cabotín), se vio obligado a retornar al Perú.

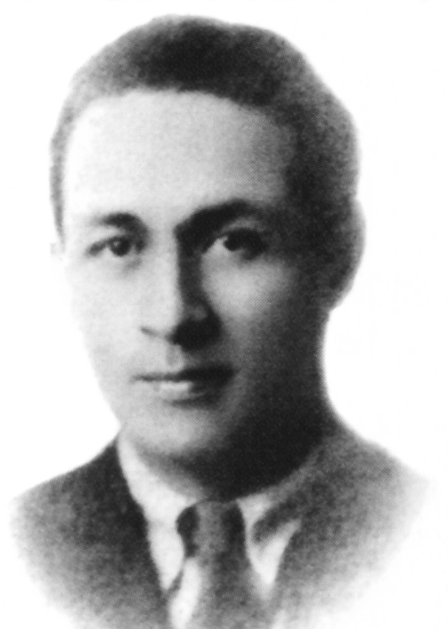
Sargento 2.º EP Fernando Lores Tenazoa, héroe peruano del combate de Guepí.

El general Vásquez Cobo fue relevado del mando colombiano. Este abandonó temporalmente su plan inicial de recapturar Leticia y planeó ataques a los puntos defensivos peruanos situados a lo largo del Putumayo. En cumplimiento de este plan, el 26 de marzo de 1933, fuerzas colombianas superiores en número, atacaron a la guarnición peruana de Güepi, en las nacientes del Putumayo. Este combate de Güepí fue adverso para los peruanos, pero lucharon con heroísmo y cayeron en acción el sargento primero Fernando Lores Tenazoa y el cabo Alberto Reyes, así como ocho soldados peruanos. Güepí, que era territorio indiscutiblemente peruano, fue así ocupado por los colombianos, iniciándose una nueva fase en el conflicto.
El 16 de abril un pequeño destacamento peruano salido de Puerto Arturo infligió un sangriento ataque sorpresa a un destacamento colombiano en el varadero de Calderón. Otro destacamento peruano procedente de Puerto Arturo desató un tiroteo sobre unas embarcaciones colombianas en Yabuyanos, en la noche del 28 de abril.
Las operaciones se estabilizaron. La flota colombiana dominaba el Putumayo. Las fuerzas colombianas se hallaban concentrados en dos núcleos: en el Bajo Putumayo (Tarapacá) y en el Alto Putumayo (Güepí). Pero el esperado ataque colombiano sobre Puerto Arturo, Pantoja o Leticia se fue aplazando, mientras que las fuerzas peruanas se iban fortaleciendo.
Paralelamente a estos hechos, el conflicto se iba ventilando ante la Sociedad de Naciones, organismo de la paz mundial con sede en Ginebra. El gobierno colombiano ejerció una fuerte presión diplomática para que prevaleciera su posición, pues a su ver el Perú estaba transgrediendo unilateralmente un tratado firmado y aprobado por ambas partes.
La amenaza de que el conflicto desembocara en una guerra total parecía inminente, tan así que el presidente Sánchez Cerro ordenó la movilización de 30.000 efectivos hacia la frontera. Al frente de la defensa nacional fue puesto el general Óscar Raimundo Benavides, el mismo que venciera a los colombianos en el combate de La Pedrera en 1911. Fue precisamente en ese punto crítico cuando un acontecimiento trágico cambiaría radicalmente la situación: el asesinato del presidente peruano.

## La sublevación de Gustavo Jiménez
Gustavo «el zorro» Jiménez, quien fuera ministro de Sánchez Cerro en la Junta Militar de 1930, reapareció en Cajamarca emitiendo un pronunciamiento contra el gobierno y proclamándose Jefe Supremo Político y Militar de la República (11 de marzo de 1933). Pero al quedar aislado en dicha ciudad optó por marchar hacia la costa, rumbo a Trujillo, para extender el fervor revolucionario. Por entonces, el Perú se hallaba en pleno conflicto internacional con Colombia por lo que los rebeldes fueron considerados como traidores a la patria. Falto de apoyo y con notoria inferioridad de fuerzas, Jiménez se enfrentó a las tropas gobiernistas en la localidad liberteña de Paiján, donde fue derrotado y apresado. Según la versión de sus captores (corroborado por el protocolo de autopsia) optó por suicidarse, disparándose un tiro en la cabeza. De haber conservado la vida hubiera sido fusilado. Menos de un mes después sería asesinado el presidente Sánchez Cerro.

## Obras del gobierno
Pese a la guerra interna en que se debatía y la amenaza de una guerra externa total, el régimen de Sánchez Cerro pudo realizar algunas obras importantes.

### Política hacendaria

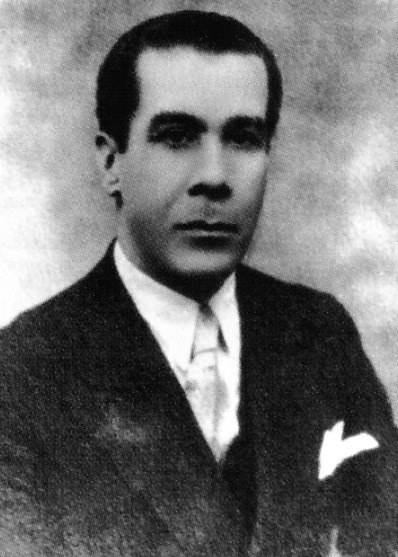
Ignacio A. Brandariz, ministro de Hacienda de Sánchez Cerro.

La crisis económica y financiera desatada en 1929 todavía se mantenía vigente. En enero de 1932, el ministro de Hacienda José G. Cateriano, hizo una evaluación de su gestión, que ya terminaba. El estado del país era calamitoso: la moneda devaluada, aumento del desempleo, y pensiones y haberes impagos. El comercio y la industria «se asfixiaban» por falta de compradores.
Para conjurar la crisis, el nuevo ministro de Hacienda, Ignacio A. Brandariz, declaró la «inconversión de la moneda», procedió a la aplicación de impuestos directos y presentó un proyecto de ley al Congreso unificando los impuestos a la renta y a las utilidades, medida esta que motivó la protesta de poderosos intereses económicos del país. Este proyecto fue aprobado por el Congreso, pero con enmiendas.
Entre las importantes medidas tomadas por el gobierno están las siguientes:
- Creación de los bancos Minero e Industrial; esta última tenía como finalidad «proteger la producción de artículos que se importen, ya sean agrícolas, ganaderos o manufacturados que puedan producirse en el país».[51]
- En el campo de la minería, estudió la nacionalización de las minas, promulgó la ley de protección a las brigadas para los lavaderos de oro y suprimió los derechos de minas.[52]
- Protegió la industria, en especial la pesquera, poco desarrollada entonces.[52]
- Recuperó la administración de los muelles en beneficio del estado, revisando los contratos existentes con las firmas administradoras.[52]
- Suspendió el monopolio de los fósforos.[52]

### Política social
- Se dispuso que las empresas, talleres y negociaciones comerciales establecidas o por establecerse en el país debían ocupar personal peruano en una proporción no menor del 80%.[51]
- Trató de frenar las migraciones a las ciudades, atendiendo las necesidades de los pueblos.
- Se amplió la legislación a favor de los indígenas.
- Se concedió el descanso obligatorio y remunerado al obrero por el día del trabajo (1 de mayo); el horario de verano para los empleados con un derecho a descanso de 3 horas dentro el horario de jornada de 8 horas; y las vacaciones obreras.[51]
- Se implantó el servicio de restaurantes populares en Lima, Callao y Balnearios, para que suministraran a la población obrera alimentación sana y abundante a precios mínimo. Se creó gravámenes a los cigarrillos para solventar esta iniciativa.[53]
- Se suprimió el impuesto a la sal.[52]

### Obras públicas
- Se continuó la pavimentación de la carretera Central, así como se inició la construcción de la vía de Huánuco a Pucallpa (que se culminaría en 1943), la de Canta a Huánuco y la de la frontera de Puno. Otros caminos se construyeron en la costa, como el de Paita a Piura, el de Sullana a Tumbes y el de Talara a Tumbes.[52]
- En materia de irrigación recibieron mayor atención las pampas de La Joya (departamento de Arequipa) y el valle de Ica.[54]
- Se iniciaron proyectos de colonización gradual de la selva.[52]

### Política educacional y cultural
- Por ley del 23 de enero de 1933 se oficializó la declaración del XV Congreso de Americanistas que declaraba al Cuzco «Capital Arqueológica de América».[54]
- Se crearon escuelas modernas para mil alumnos cada una y se construyeron 90 centros educativos, así como se inauguraron escuelas prácticas y especializadas, en todo el país.[52]
- Se creó la Escuela Modelo de Jesús María y se inauguró el local del Jardín de la Infancia en Santa Beatriz, primer centro de experimentación de su género.[54]

### Defensa nacional
Frente a la guerra interna (revoluciones apristas) y externa (conflicto con Colombia), el gobierno se vio obligado a tomar medidas para potenciar la defensa nacional. Dada la escasez de fondos, se debió recurrir a una colecta nacional para cubrir parte de los gastos que demandaba la defensa.
- Se hicieron adquisiciones para el ejército (fusiles, ametralladoras, cañoñes, ganado); se equipó a la fuerza aérea con aviones de combate; y a la marina con dos destroyers (cruceros ligeros) adquiridos de Estonia, y un buque-tanque.[55] Los navíos fueron el Guisse, el Villar y el petrolero Pariñas, que llegaron en el siguiente gobierno.[54]
- Se dotó de modernos equipos a los cuerpos de Sanidad de la Fuerzas Armadas y de la Policía.
- Se ordenó la construcción de cuarteles en La Perla, Juliaca e Iquitos.[52]
- Se empezó la construcción de un Hospital de Sanidad en la Escuela de Las Palmas.[55]
- Se crearon la Jefatura Superior de Defensa Nacional y la Junta Económica de Defensa.[52]
- Por decreto de 9 de agosto de 1932 se creó la Orden Militar de Ayacucho, distintivo honorífico destinado a exaltar las virtudes cívicas y militares de los ciudadanos.[54]

## Acontecimientos diversos
- El 6 de febrero de 1932, falleció el expresidente Augusto B. Leguía, que se hallaba en prisión desde su derrocamiento en 1930. Fue sepultado en el Cementerio Presbítero Maestro, acompañado de una silenciosa multitud.
- El 23 de octubre de 1932 falleció el pintor Daniel Hernández Morillo, fundador de la Escuela de Bellas Artes del Perú.

## Asesinato de Luis Sánchez Cerro

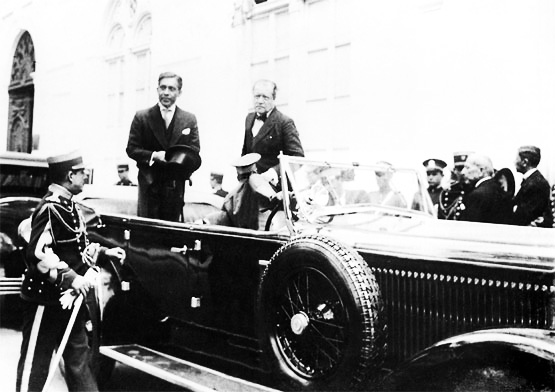
Fotografía de Sánchez Cerro en el Hipódromo de Santa Beatriz hoy Campo de Marte, minutos antes del asesinato.

En la mañana del 30 de abril de 1933 Sánchez Cerro pasó revista a las tropas que iban a combatir en el conflicto armado con Colombia y que estaban reunidas en el Hipódromo de Santa Beatriz (hoy Campo de Marte, en el distrito de Jesús María de la capital peruana). Concluida la ceremonia, se retiró en su vehículo descapotado y con escolta. Dentro del vehículo lo acompañaban el primer ministro José Matías Manzanilla; el Jefe de su Casa Militar, coronel Antonio Rodríguez Ramírez; y su edecán de servicio, mayor Eleazar Atencio. Sánchez Cerro se situó en el asiento trasero del coche, en el lado derecho; a su izquierda iba Manzanilla. El vehículo avanzaba lentamente, en medio de la multitud, a pedido del mismo presidente, para evitar accidentes y atropellos. De pronto, un individuo armado con una pistola, rompiendo la fila de gendarmes, se precipitó hacia el coche presidencial, y sujetándose en la capota, disparó sobre el presidente varios tiros por la espalda. Al darse cuenta del hecho, el chofer aceleró el auto, arrojando al homicida al suelo, que fue victimado en el acto por un edecán del presidente, en medio de un confuso tiroteo, en el que también murió un gendarme que había persiguido al agresor, y fueron heridos un subteniente, dos cabos y dos soldados. Se cree que hubo civiles que dispararon desde lejos, escondidos en unos árboles.
Herido de gravedad, Sánchez Cerro fue llevado de emergencia al Hospital Italiano (que quedaba en la avenida Abancay) donde fue atendido por los médicos Juan Luis Raffo, Abel Delgado y Teófilo Rocha, pero tras dos horas de agonía falleció. Era la una y diez de la tarde. Según el informe de los doctores, uno de los disparos le impactó en la zona precordial, alojándose en el corazón y ocasionando una hemorragia interna, lo que le provocó la muerte.
Sobre el asesino, se supo que se llamaba Abelardo Mendoza Leyva, que era natural de Cerro de Pasco, que sobrevivía en la capital de empleos eventuales, que años atrás se había afiliado al partido aprista y que el 4 de abril había salido de prisión, tras estar cerca de un mes encarcelado por supuestas actividades partidarias. El arma que usó era una pistola de marca Browning, automática, que se hallaba casi nueva.
Muerto Sánchez Cerro, se declaró el estado de sitio y la suspensión de las garantías constitucionales. Ese mismo día, el Congreso eligió al general Óscar R. Benavides para que terminara el período presidencial de Sánchez Cerro (que debía culminar en 1936). Uno de los primeros actos del nuevo gobierno fue el arreglo de la paz con Colombia.

### Teorías conspirativas en torno al magnicidio
Si bien oficialmente el asesinato de Sánchez Cerro fue obra de una persona que habría actuado aisladamente, las sospechas de una conspiración de vasto alcance resultaron evidentes para muchos.
En un primer momento, el gobierno quiso involucrar en el hecho a los principales líderes del aprismo, sea de manera directa o indirecta. Solo se logró acusar a Leopoldo Pita, un dirigente aprista menor, de ser el organizador del complot, y se detuvo a 19 sospechosos relacionados con el Apra, todos de extracción humilde. Estos denunciaron durante el proceso haber sido sometidos a torturas para arrancárseles confesiones. La corte marcial, que se hizo cargo del proceso, tuvo finalmente que absolverlos, por falta de evidencia concreta.
Surgió otra hipótesis más tenebrosa: la que involucraba en el asesinato al general Benavides, en entendimiento con el Partido Aprista o Haya de la Torre, furtivo pacto que habría permitido Benavides subir al poder. De enlace entre Benavides y Haya de la Torre habría servido el arquitecto Augusto Benavides Canseco, cuñado del general y gran amigo del líder aprista.
Los defensores de la teoría de conspiración se basan en los siguientes detalles del magnicidio:
- Un desconocido armado logra acercarse demasiado a la caravana presidencial y nadie se da cuenta. Logra abrirse paso entre los guardaespaldas del  presidente y dispara tres tiros por la espalda, sin que aquellos reaccionen oportunamente. Eran en total 180 personas los que resguardaban al presidente, fuera de los efectivos de la policía.[63]
- En lugar de capturar al asesino, uno de los edecanes del presidente le da muerte inmediata, cuando lo más apropiado hubiera sido conservarlo con vida para interrogarlo y conocer así sus motivaciones o a otros posibles implicados, ya que muchos aseguraron haber escuchado más disparos.[56]
- El peritaje balístico certificó ocho orificios de bala en el auto presidencial: tres en la parte de atrás y cinco en la capota, orificios que correspondían a cuatro armas diferentes, algunos disparados desde lejos.[64] Las investigaciones concluyeron que al auto del presidente dispararon por lo menos cuatro personas, lo que demostraría la existencia de un complot.[65]
- Según el informe del doctor Carlos Brignardello, publicado en el diario El Comercio, el cuerpo del Presidente presentaba dos tipos de disparos: uno de menor calibre, con trayectoria de arriba abajo; y uno de mayor calibre, con trayectoria de «abajo hacia arriba y de adelante hacia atrás», disparo este hecho a muy corta distancia, que entró por el pecho y que fue de necesidad mortal desde el primer momento. El disparo de menor calibre, de arriba abajo, sería el de Mendoza Leyva, pero el otro disparo, el que causó la muerte, es imposible que lo haya realizado este mismo, si se tiene en cuenta la trayectoria balística y el calibre distinto. Quedaría a la especulación quién pudo haber hecho ese disparo fatal.[66]
- El asesino, siendo de origen humilde, usa una pistola automática, marca Browning, casi nueva ¿Cómo consiguió un arma tan costosa?
- Existía el rumor que una persona del entorno presidencial, que nunca fue identificada, había convencido a Sánchez Cerro de no usar su chaleco antibalas ni su auto blindado, asegurándole seguridad total durante el evento. Según fuentes fidedignas de la época, esa "persona del entorno presidencial" fue el mismo General Óscar Benavides quien aconsejó al Presidente que "no era necesario que se colocara la coraza de acero" (para ese tiempo aún no se usaba el "chaleco antibalas" como actualmente lo conocemos, era una coraza de acero la que se empleaba como protección).
- Tras asumir a la presidencia Benavides, se dio una ley de amnistía que permitió la libertad de los encausados por motivos políticos, entre ellos Haya de la Torre, y se permitió el retorno de los exiliados apristas (aunque esta apertura no duraría por mucho tiempo).[60]

## Autoridades

### Ministros
| Ministerio                           | Ministros | Periodo |
| ------------------------------------ | --- | --- |
| Presidencia del Consejo de Ministros | Germán Arenas y Loayza Francisco R. Lanatta Ramírez Luis A. Flores Ricardo Rivadeneira Barnuevo Carlos Zavala Loayza José Matías Manzanilla | 8 de diciembre de 1931 - 28 de enero de 1932 28 de enero de 1932 - 13 de abril de 1932 13 de abril de 1932 - 20 de mayo de 1932 20 de mayo de 1932 - 10 de septiembre de 1932 10 de septiembre de 1932 - 22 de diciembre de 1932 24 de diciembre de 1932 - 30 de abril de 1932 |
| Relaciones Exteriores                | Luis Miró Quesada de la Guerra Alberto Freundt Rosell Carlos Zavala Loayza José Matías Manzanilla                                           | 8 de diciembre de 1931 - 29 de enero de 1932 29 de enero de 1932 - 10 de septiembre de 1932 10 de septiembre de 1932 - 10 de septiembre de 1932 24 de diciembre de 1932 - 30 de abril de 1932                                                                                  |
| Hacienda y Comercio                  | José G. Cateriano Francisco R. Lanatta Ramírez Ignacio A. Brandariz                                                                         | 8 de diciembre de 1931 - 29 de enero de 1932 29 de enero de 1932 - 13 de abril de 1932 13 de abril de 1932 - 30 de abril de 1933 |
| Justicia, Culto e Instrucción        | Eufrasio Álvarez Carlos Sayán Álvarez Ricardo Rivadeneira Barnuevo Alberto Ballón Landa Wenceslao Delgado                                   | 12 de diciembre de 1931 - 29 de enero de 1932 29 de enero de 1932 - 20 de mayo de 1932 20 de mayo de 1932 - 16 de septiembre de 1932 16 de septiembre de 1932 - 24 de diciembre de 1932 24 de diciembre de 1932 - 30 de abril de 1932                                          |
| Gobierno y Policía                   | José Manuel García Bedoya Luis A. Flores Julio Chávez Cabello                                                                               | 8 de diciembre de 1931 - 29 de febrero de 1932 29 de febrero de 1932 - 20 de mayo de 1932 20 de mayo de 1932 - 30 de abril de 1933 |
| Fomento y Obras Públicas             | Germán Arenas y Loayza Elías Lozada Benavente Ricardo Caso Manuel E. Rodríguez                                                              | 8 de diciembre de 1931 - 29 de enero de 1932 29 de enero de 1932 - 20 de mayo de 1932 21 de mayo de 1932 - 7 de septiembre de 1932 9 de septiembre de 1932 - 30 de abril de 1933                                                                                               |
| Marina y Aviación                    | Alfredo Benavides Diez Canseco | 8 de diciembre de 1931 - 30 de abril de 1933 |
| Guerra                               | Manuel E. Rodríguez Antonio Beingolea Balarezo                                                                                              | 8 de diciembre de 1931 - 29 de mayo de 1932 29 de mayo de 1932 - 30 de abril de 1933 |